# Liste der fränkischen Herrscher
Das Frankenreich ist gekennzeichnet durch eine Vielzahl teils unübersichtlicher Teilungen und einen allmählichen Machtübergang vom Geschlecht der Merowinger auf das der Karolinger, der im Jahre 751 mit der Königswahl Pippins des Jüngeren seinen endgültigen Abschluss fand. Beide Geschlechter sollen hier der Übersichtlichkeit halber trotz der zeitlichen Überlappung ihrer jeweiligen Herrschaft nacheinander aufgezählt werden.

## Frühe fränkischeKleinkönige
- Gennobaudes (spätes 4. Jh.)
- Sunno (spätes 4. Jh.)
- Marcomer (spätes 4. Jh.)
- Mallobaudes (um 380)

## Merowinger
- Chlodio, dux (im Sinne von Anführer) der Salfranken (um 430/440)
- Merowech, dux der Salfranken (um 455/460)
- Childerich I., dux der Salfranken (457–460)
- Wiomad, dux der Salfranken (460–468)
- Childerich I., dux der Salfranken (460–481/82)
- Chlodwig I., dux und rex (König) der Salfranken (481/82–511)

- Reichsteilung unter Chlodwigs Söhnen:

Teilkönigreich Paris:
- Childebert I., König (511–558)

Teilkönigreich Metz:
- Theuderich I., König (511–533)
- Theudebert I., König (533–548)
- Theudebald, König (548–555)

Teilkönigreich Soissons:
- Chlothar I., König (511–558)

Teilkönigreich Orléans:
- Chlodomer, König (511–524)

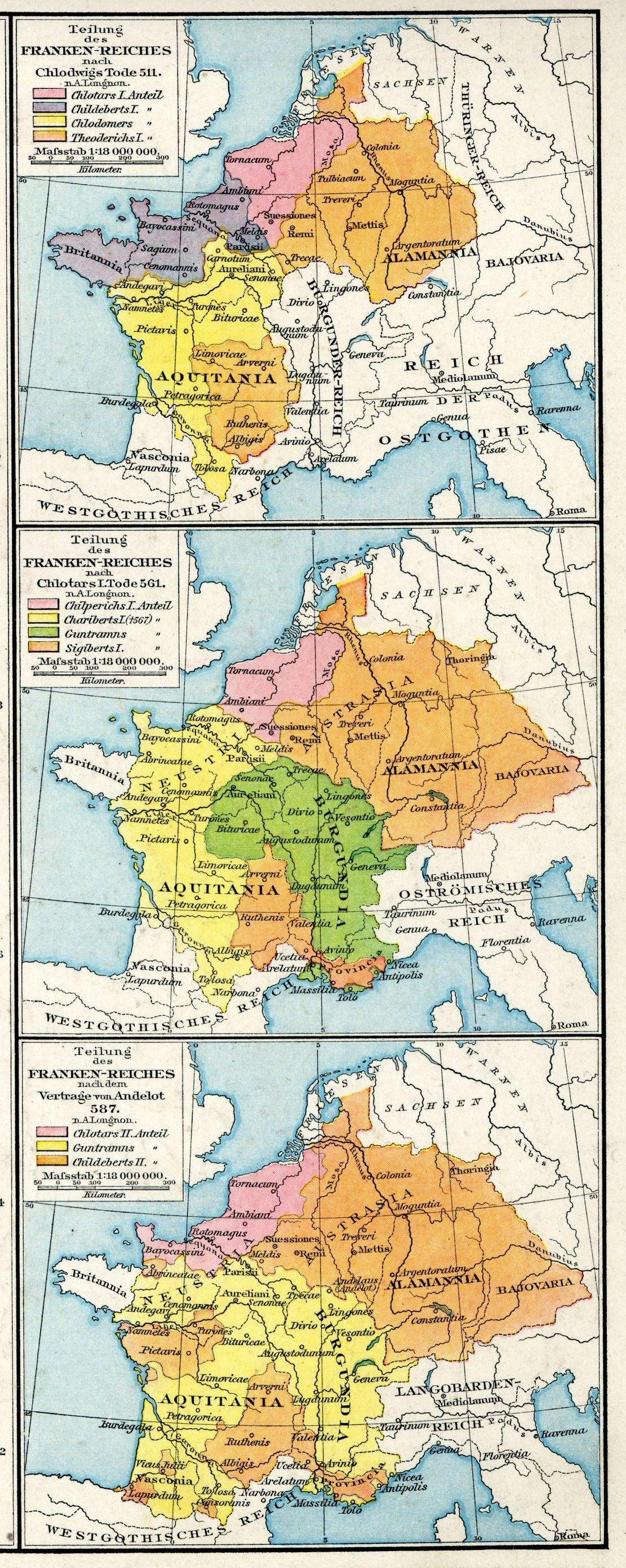
Die Reichsteilungen nach dem Tode Chlodwigs I. (511), Chlothars I. (561) und dem Vertrag von Andelot (587), nach dem Allgemeinen historischen Handatlas, 1886

- Chlothar I., König des wiedervereinigten Reiches (558–561)

- Erneute Reichsteilung unter Chlothars Söhnen:

Teilkönigreich Paris:
- Charibert I., König (561–567)

Teilkönigreich Metz:
- Sigibert I., König (561–567)

Teilkönigreich Soissons:
- Chilperich I., König (561–567)

Teilkönigreich Orléans:
- Guntram I., König (561–567)

- Reichsteilung in anderen Grenzen:

Austrasien:
- Sigibert I., König (567–575)
- Childebert II., König (575–596)
- Theudebert II., König (596–612)

Neustrien:
- Chilperich I., König (567–584)
- Chlothar II., König (584–628)

Burgund:
- Guntram I., König (567–592)
- Childebert II., König (592–596)
- Theuderich II., König (596–613)
- Sigibert II., König (613)

- Chlothar II., König des wiedervereinigten Reiches (613–629)
- Dagobert I., König (629–639)
  - Charibert II., König des Teilkönigreichs Aquitanien (626–632)
  - Chilperich von Aquitanien, König des Teilkönigreichs Aquitanien (632)

- Reichsteilung unter Dagoberts Söhnen:

Austrasien:
- Sigibert III., König (639–656, bereits ab 633 Unterkönig)
- Childebertus adoptivus (vermutlich Pippinide, König (656–662))
- Childerich II., König (662–675), 673–675 auch König des wiedervereinigten Gesamtreichs
- Chlodwig, angeblicher Sohn Chlothar III., König (675–676)
- Dagobert II., König (676–678)

Neustrien:
- Chlodwig II., König (639–657)
- Chlothar III., König (657–673)
- Theuderich III., König (673)
- Theuderich III., König (675–691), ab 687 auch von Austrasien als König anerkannt und somit Herrscher des wiedervereinigten Reiches

- Chlodwig III., König (691–694)
- Childebert III., König (694–711)
- Dagobert III., König (711–715)
- Chilperich II., König (715–721)
  - Chlothar IV., (Gegen-)König in Austrien (717–719)
- Theuderich IV., König (721–737)

- Interregnum (737–743)

- Childerich III., König (743–751)

## Karolinger undPippiniden(Arnulfinger)
Hausmeier in Austrien:
- Pippin der Ältere, Hausmeier (624–640)
- Grimoald der Ältere, Hausmeier (643–662)
- Pippin der Mittlere, Hausmeier (687–714)
- Karl Martell, Hausmeier (714–741)
- Karlmann, Hausmeier (741–747)
- Pippin der Jüngere, Hausmeier ab 741, König (751–768)
- Karlmann I., König (768–771)
- Karl der Große, König (768–814), Kaiser (800–814)
  - Karl der Jüngere, König (800–811) im fränkischen Kernland zwischen Loire und Elbe unter Oberhoheit seines Vaters Karls des Großen
- Ludwig der Fromme, Kaiser (814–840)

- Reichsteilung unter Ludwigs Söhnen:

Lotharii Regnum („Mittelreich“):
- Lothar I., König (843–855), Kaiser (817/823–855; 823–840 Mitkaiser)

Ostfränkisches Reich:
- Ludwig der Deutsche, König (843–876)

Westfränkisches Reich:
- Karl der Kahle, König (843–877), Kaiser (875–877)

Mit dieser erneuten Reichsteilung durch den Vertrag von Verdun endete das Frankenreich im Jahre 843. Die Karolinger starben in Lothringen im Jahre 900, im Ostfränkischen Reich im Jahre 911 und im Westfränkischen Reich im Jahre 987 aus.